# Grand Prix moto de France 1961
Le Grand Prix moto de France 1961 est la troisième manche du Championnat du monde de vitesse moto 1961. La compétition s'est déroulée le 20 au 21 mai 1961 sur le Circuit de Charade à Clermont-Ferrand. C'est la 29e édition du Grand Prix moto de France et la 7e édition comptant pour le championnat du monde.

## Résultats des 500 cm³
| Pos  | Pilote               | Moto      | Temps/Écart       | Points |
| ---- | -------------------- | --------- | ----------------- | ------ |
| 1    | Gary Hocking         | MV Privat | 1 h 04 min 26 s 6 | 8      |
| 2    | Mike Hailwood        | Norton    | +1 min 19 s 7     | 6      |
| 3    | Antoine Paba         | Norton    | +1 tour           | 4      |
| 4    | Gyula Marsovszky     | Matchless | +1 tour           | 3      |
| 5    | Fritz Messerli       | Matchless | +1 tour           | 2      |
| 6    | Roland Föll          | Matchless | +1 tour           | 1      |
| 7    | Raphaël Orinel       | Norton    | +2 tours          |        |
| 8    | Luigi Bernagozzi     | Norton    |                   |        |
| 9    | René Goetz           | BSA       |                   |        |
| 10   | Georges Cony         | Norton    |                   |        |
| 11   | Jacques Insermini    | Norton    |                   |        |
| 12   | Bruno Hofmann        | Norton    |                   |        |
| Abd. | Pierre James         | Norton    | Abandon           |        |
| Abd. | Bror-Erland Carlsson | Matchless | Abandon           |        |
| Abd. | Hans Pesl            | Norton    | Abandon           |        |

## Résultats des 250 cm³
| Pos  | Pilote              | Moto        | Temps             | Points |
| ---- | ------------------- | ----------- | ----------------- | ------ |
| 1    | Tom Phillis         | Honda       | 1 h 00 min 00 s 2 | 8      |
| 2    | Mike Hailwood       | Honda       | +30 s 3           | 6      |
| 3    | Kunimitsu Takahashi | Honda       | +1 min 21 s 8     | 4      |
| 4    | Tarquinio Provini   | Moto Morini |                   | 3      |
| 5    | Silvio Grassetti    | Benelli     |                   | 2      |
| 6    | Jim Redman          | Honda       |                   | 1      |
| 7    | Alan Shepherd       | MZ          |                   |        |
| 8    | Fumio Ito           | Yamaha      | +1 tour           |        |
| 9    | Marcelin Herranz    | Moto Morini |                   |        |
| 10   | Tansharu Noguchi    | Yamaha      |                   |        |
| Abd. | Gary Hocking        | MV Privat   | Abandon           |        |

## Résultats des 125 cm³
| Pos | Pilote              | Moto       | Temps         | Points |
| --- | ------------------- | ---------- | ------------- | ------ |
| 1   | Tom Phillis         | Honda      | 55 min 41 s 2 | 8      |
| 2   | Ernst Degner        | MZ         | +0 s 2        | 6      |
| 3   | Jim Redman          | Honda      | +1 min 02 s 6 | 4      |
| 4   | Mike Hailwood       | EMC        |               | 3      |
| 5   | Luigi Taveri        | Honda      |               | 2      |
| 6   | Kunimitsu Takahashi | Honda      |               | 1      |
| 7   | Ulf Svensson        | Ducati     |               |        |
| 8   | Tansharu Noguchi    | Yamaha     | +1 tour       |        |
| 9   | Benjamin Savoye     | FB Mondial |               |        |
| 10  | René Barone         | MV Agusta  | +2 tours      |        |
| 11  | ...                 | ...        |               |        |

## Résultats des Sidecars
| Pos | Pilote            | Passager        | Moto | Temps         | Points |
| --- | ----------------- | --------------- | ---- | ------------- | ------ |
| 1   | Fritz Scheidegger | Horst Burkhardt | BMW  | 58 min 53 s 4 | 8      |
| 2   | Max Deubel        | Emil Hörner     | BMW  | +1 min 13 s 0 | 6      |
| 3   | Edgar Strub       | Kurt Huber      | BMW  | +2 min 15 s 0 | 4      |
| 4   | Arsenius Butscher | Kurt Huber      | BMW  | +2 min 30 s 8 | 3      |
| 5   | Otto Kölle        | Dieter Hess     | BMW  | +3 min 54 s 4 | 2      |
| 6   | August Rohsiepe   | Lothar Böttcher | BMW  |               | 1      |
| 7   | ...               | ...             | ...  |               |        |